# خال من القسوة

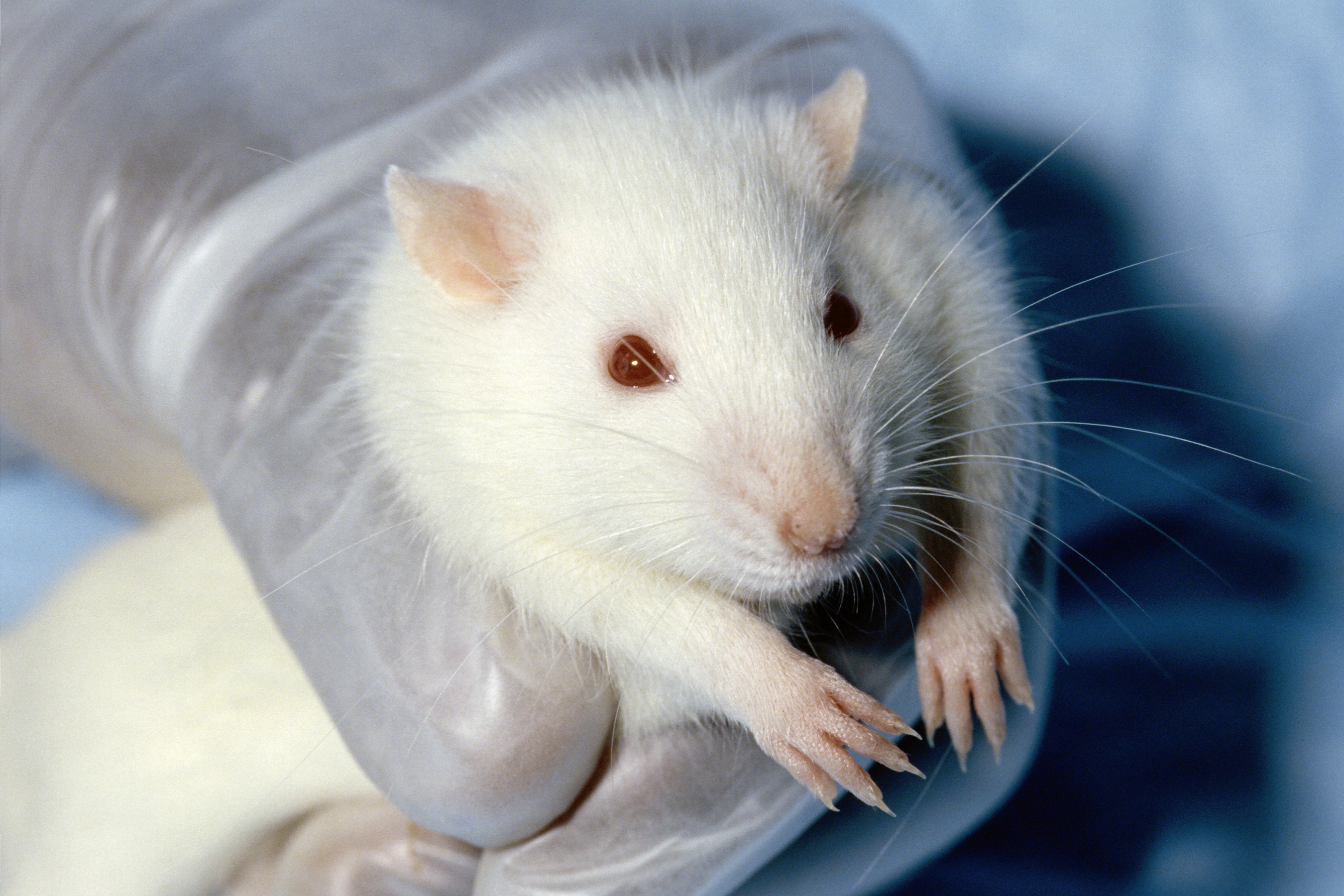
فأر تجارب

في حركة حقوق الحيوان، يعتبر شعار "خالٍ من القسوة" علامة تدل على أن هذه المنتجات أو الأنشطة لا تؤذي الحيوانات أو تقتلها في أي مكان في العالم. لا تعد المنتجات التي يتم اختبارها على الحيوانات أو المصنوعة من الحيوانات خالية من القسوة، لأن هذه الاختبارات غالبًا ما تكون مؤلمة وتتسبب في معاناة وموت ملايين الحيوانات كل عام في المختبرات.

## تاريخ

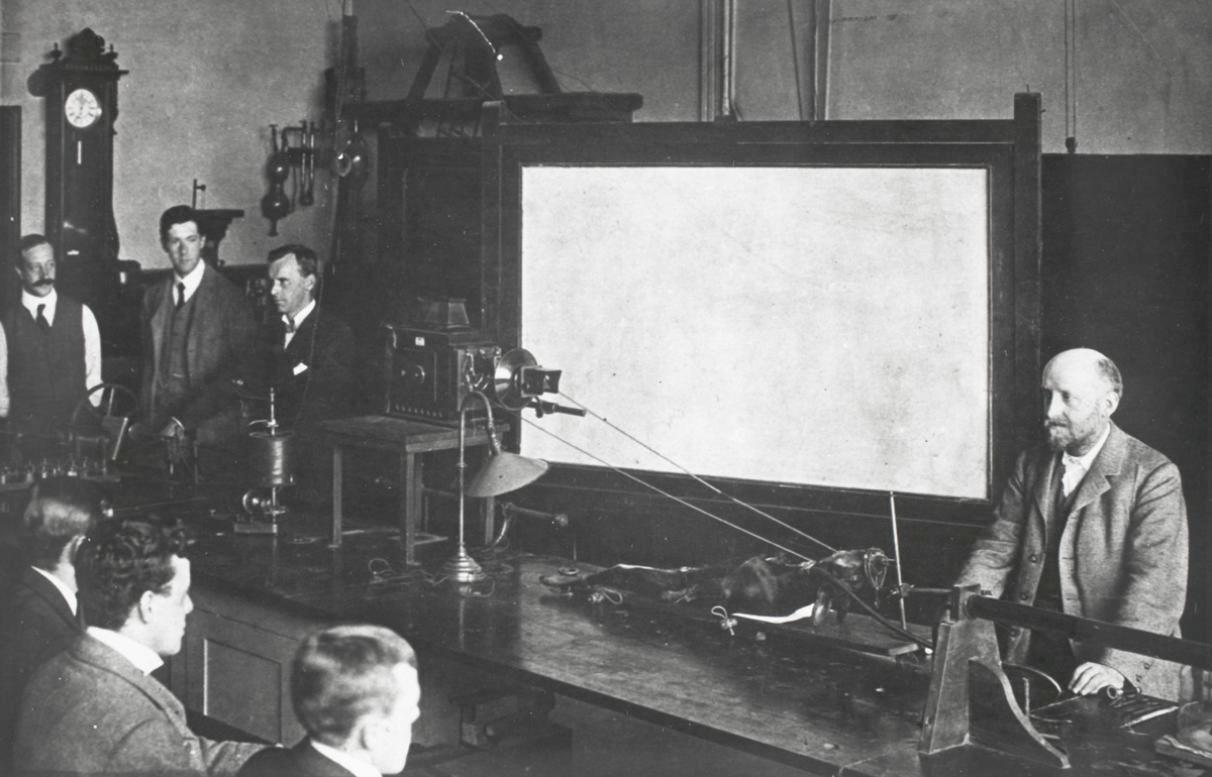
جزء من مظاهرة قام بها ويليام بايليس، عالم وظائف الأعضاء في جامعة كوليدج لندن، عام 1903، حيث قال مناهضو التشريح إن كلبًا تم تشريحه دون مخدر.

تم استخدام مصطلح "خالٍ من القسوة" لأول مرة بهذه الطريقة من قبل السيدة داودينج التي أقنعت مصنعي الفراء الصناعي باستخدام شعار "جمال بلا قسوة"، وواصلت تأسيس جمعية "جمال بلا قسوة" الخيرية في عام 1959. انتشر هذا المصطلح في الولايات المتحدة في السبعينيات من القرن الماضي على يد مارسيا بيرسون [الإنجليزية] التي أسست مجموعة "الموضة بالرحمة". ثم، في عام 1998، بدأت المملكة المتحدة اتجاهًا بحظر جميع التجارب على الحيوانات. وحذت العديد من الدول الأخرى حذوها بعد فترة وجيزة.

## البدائل
مع تطور التكنولوجيا، استبدلت الاختبارات القديمة على الحيوانات بطرق أسرع وأرخص وأكثر دقة. يشير النقاد إلى أن البدائل الإنسانية يمكن أن تكون بطيئة في التنفيذ، ومكلفة، ولا يتم اختبار سوى مركب واحد في كل مرة. وقد أظهرت البدائل نتائج إيجابية. على سبيل المثال، البشرة البشرية المعاد بناؤها - والتي تستخدم الجلد البشري المتبرع به من الجراحة التجميلية لتحل محل اختبار جلد الأرانب درايز - هي أكثر صلة بردود الفعل البشرية. هناك طرق أخرى تحل محل اختبار Draize للعين باستخدام الأنسجة البشرية في المختبر (أنبوب الاختبار). تسمح الأنظمة المعتمدة على الكمبيوتر بعزل أنسجة أو أعضاء مختارة لإجراء الاختبارات في بيئة خاضعة للتحكم الشديد. ولا تقلل هذه الاختبارات من التجارب على الحيوانات فحسب، بل إنها أكثر دقة ودقة في حماية البشر من المواد السامة. هناك خيار آخر خالٍ من القسوة وهو استخدام المكونات التي تم بالفعل إثبات أنها آمنة، مثل الاطلاع على المكونات البالغ عددها 20 ألفًا في قاعدة بيانات الاتحاد الأوروبي.

## الأحداث
الأسبوع الوطني الخالٍ من القسوة هو حدث يقام في المملكة المتحدة كل عام تنظمه BUAV . أقيم حدث عام 2006 في الفترة من 17 إلى 23 يوليو. تشمل الأحداث الأخرى المشابهة ما يلي: الأسبوع النباتي الوطني، والأسبوع النباتي في المملكة المتحدة، واليوم النباتي العالمي، والذي يقام في الأول من نوفمبر من كل عام.

## الانتقادات
في حين أن بعض الشركات المصنعة بدأت في تصنيف منتجاتها على أنها "لم يتم اختبارها على الحيوانات"، أو "نحن لا نجري اختبارات على الحيوانات "، أو "لم يتم اختبارها على الحيوانات مطلقًا"، أو "ضد التجارب على الحيوانات"، أو "لم يتم الإساءة إلى الحيوانات في تصنيعها "، إلا أن هذه التسميات مربكة ومن المحتمل أن تكون مضللة، نظرًا لعدم وجود تعريف قانوني واضح لما تعنيه. [1]

## أنظر أيضا
- مناصر لتحرير الحيوان
- حقوق الحيوان
- الرفق بالحيوان
- النزعة الاستهلاكية الأخلاقية
- نباتية